# Katissa lycosoides
Katissa lycosoides là một loài nhện trong họ Anyphaenidae.
Loài này thuộc chi Katissa. Katissa lycosoides được Arthur Merton Chickering miêu tả năm 1937.